# 人体模型

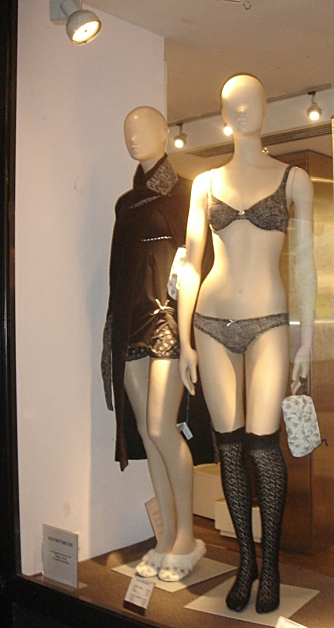
櫥窗內的人體模型，法國巴黎Odéon區。

人体模型是根据真正人体體型而仿制的。一般分为男女，有6岁小童、20岁成年大小。人体模型因应各种衣服，而可以改变姿势，但绝大多数为站立式。人體模型大多於販售衣物的店家可見到。
另外，在醫院及學校也有呈現人體內部器官的人體模型，用於教育之用。撞擊測試使用的碰撞測試假人也是人體模型的一種。
人體模型和稻草人因為恐怖谷理論也常見於恐怖作品，以渲染恐怖氛圍。

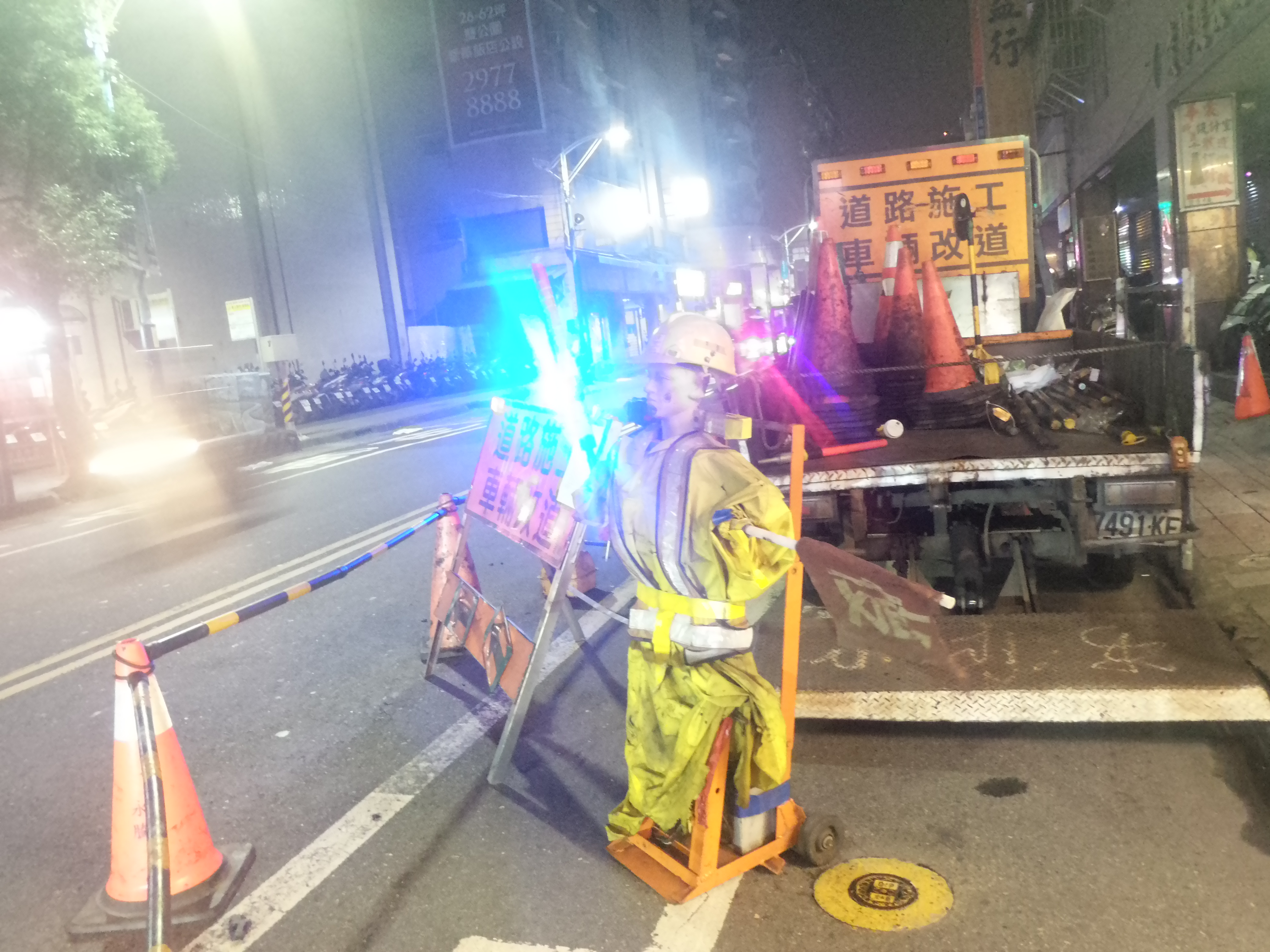
道路施工中的假人

## 可見地點
- 診所醫院
- 美髮廳
- 理容院
- 學校美術教室
- 道路施工
- 成衣店
- 農田
- 情趣用品店
- 鬼屋